# Blake Lizotte
Blake Lizotte (né le 13 décembre 1997 à Lindstrom, dans l'état du Minnesota aux États-Unis) est un joueur professionnel américain de hockey sur glace. Il évolue au poste de centre.

## Biographie
Il signe un contrat d'entrée de 3 ans avec les Kings de Los Angeles en tant que joueur autonome non repêché, le 2 avril 2019. Il rejoint les Kings à la conclusion de la saison 2018-2019 et dispute son premier match en carrière dans la LNH lors de la finale de saison de l'équipe, le 6 avril 2019. Il marque son premier but dans la LNH, le 9 novembre 2019, dans une défaite face aux Canadiens de Montréal. 
Après une récolte de 10 points lors de la campagne 2020-2021, il paraphe une nouvelle entente de 1 an avec Los Angeles, le 24 juin 2021. Quelques mois plus tard, il obtient une prolongation de contrat de 2 ans avec les Kings, le 21 mars 2022.

## Statistiques
| Saison     | Équipe                                        | Ligue      |     | Saison régulière | Saison régulière | Saison régulière | Saison régulière | Saison régulière |   | Séries éliminatoires | Séries éliminatoires | Séries éliminatoires | Séries éliminatoires | Séries éliminatoires |
| Saison     | Équipe                                        | Ligue      | PJ  | B                | A                | Pts              | Pun              | PJ               | B | A                    | Pts                  | Pun                  |                      |                      |
| 2014-2015  | Minotauros de Minot                           | NAHL       | 56  | 14               | 38               | 52               | 14               | 6                | 0 | 3                    | 3                    | 4                    |                      |                      |
| 2015-2016  | Force de Fargo                                | USHL       | 54  | 12               | 34               | 46               | 26               | -                | - | -                    | -                    | -                    |                      |                      |
| 2016-2017  | Force de Fargo                                | USHL       | 56  | 19               | 46               | 65               | 42               | 3                | 0 | 0                    | 0                    | 0                    |                      |                      |
| 2017-2018  | Huskies de l'Université d'État de Saint Cloud | NCHC       | 39  | 8                | 19               | 27               | 20               | -                | - | -                    | -                    | -                    |                      |                      |
| 2018-2019  | Huskies de l'Université d'État de Saint Cloud | NCHC       | 37  | 14               | 28               | 42               | 28               | -                | - | -                    | -                    | -                    |                      |                      |
| 2018-2019  | Kings de Los Angeles                          | LNH        | 1   | 0                | 0                | 0                | 0                | -                | - | -                    | -                    | -                    |                      |                      |
| 2019-2020  | Kings de Los Angeles                          | LNH        | 65  | 6                | 17               | 23               | 20               | -                | - | -                    | -                    | -                    |                      |                      |
| 2019-2020  | Reign d'Ontario                               | LAH        | 1   | 0                | 0                | 0                | 2                | -                | - | -                    | -                    | -                    |                      |                      |
| 2020-2021  | Kings de Los Angeles                          | LNH        | 41  | 3                | 7                | 10               | 16               | -                | - | -                    | -                    | -                    |                      |                      |
| 2021-2022  | Kings de Los Angeles                          | LNH        | 70  | 10               | 14               | 24               | 28               | 7                | 0 | 1                    | 1                    | 16                   |                      |                      |
| 2022-2023  | Kings de Los Angeles                          | LNH        | 81  | 11               | 23               | 34               | 70               | 3                | 0 | 0                    | 0                    | 2                    |                      |                      |
| 2023-2024  | Kings de Los Angeles                          | LNH        | 62  | 7                | 8                | 15               | 20               | 5                | 1 | 0                    | 1                    | 2                    |                      |                      |
| Totaux LNH | Totaux LNH                                    | Totaux LNH | 320 | 37               | 69               | 106              | 154              | 15               | 1 | 1                    | 2                    | 20                   |                      |                      |

## Trophées et distinctions

### NAHL
- 2014-2015 :
  - Première équipe des recrues de la division Centrale.
  - Première équipe d'étoiles de la division Centrale.
  - Première équipe des recrues.
  - Recrue de l'année.

### USHL
- 2016-2017 :
  - Deuxième équipe d'étoiles.

### NCHC
- 2017-2018 :
  - Première équipe des recrues.
  - Première équipe académique.
  - Athlète étudiant de l'année.
- 2018-2019 :
  - Première équipe d'étoiles.